# Ponte Zohar
A ponte Zohar (em hebraico:  גֶּשֶׁר זֹהַר, Gesher Zohar) é uma ponte na estrada 90, na localidade de Neve Zohar, perto do Mar Morto, em Israel. Em termos de altitude, é a ponte a menor altitude da Terra. Tem uma altura de 40 metros acima do leito de uma linha de água afluente do Mar Morto, um vão de 52 metros e a sua extensão e´de 120 m.